# John Lawson
John Lawson (27 dicembre 1674 – 16 settembre 1711) è stato un esploratore, naturalista e scrittore britannico.
Ha svolto un ruolo importante nell'esplorazione delle zone interne della Carolina del Nord, della Carolina del Sud e della Georgia (all'epoca colonie inglesi), pubblicizzando le sue spedizioni in un libro.

## Vita e formazione
John Lawson è nato in Inghilterra. Poco si sa sulla sua infanzia. Si presume che fosse ben inserito nella società del suo tempo. Dopo che una sua conoscenza a Londra gli aveva decantato le lodi della Carolina, Lawson salpò per le colonie nordamericane, arrivando a Charleston, nella Carolina del Sud, il 15 agosto 1700.
Fondò due insediamenti nella Carolina del Nord: Bath e New Bern, entrambi situati sui fiumi nella pianura costiera. Fu ucciso dalle popolazioni indigene (Tuscarora), che stavano iniziando a resistere alla penetrazione europea.

## Opere
- A New Voyage in Carolina (Londra, 1709). Altre edizioni di questo lavoro sono apparse sotto i titoli The History of Carolina o Lawson's History of Carolina.